# Маастрихтские критерии
Маастрихтские критерии (критерии конвергенции) — финансово-экономические показатели страны, необходимые для вступления в еврозону. По этим критериям оценивается жизнеспособность финансовой системы, уровень цен и стабильность валютного курса. Цель критериев — обеспечить сбалансированное функционирование экономического и валютного союза. Данные критерии были введены Договором о Европейском Союзе (Маастрихтским договором) 1992 г., провозгласившим программу строительства Экономического и валютного союза и перехода к единой европейской валюте.

## Содержание критериев

### Государственные финансы
Государственный бюджет должен сводиться с положительным или нулевым сальдо. В исключительных случаях допускается дефицит государственного бюджета, который не должен превышать 3 % от ВВП к концу финансового года. Государственный долг не должен превышать 60 % от ВВП на конец финансового года или уверенно приближаться к этому уровню.

### Обменный курс
Государство должно не менее двух лет участвовать в Механизме обменных курсов — 2(англ. en:ERM II) и обеспечивать стабильность обменного курса своей валюты по отношению к евро.

### Стабильность цен
Размер инфляции в стране не должен превышать более чем на 1,5 процентных пункта средний уровень в трёх государствах-членах ЕС, достигших наилучших результатов в сфере стабильности цен (то есть, имеющих минимальные показатели инфляции). При расчёте названного эталонного уровня учитываются показатели инфляции всех стран ЕС, а не только стран еврозоны.

### Процентные ставки по государственным облигациям
Долгосрочная процентная ставка по государственным облигациям страны сроком на 10 лет не должна превышать более, чем на 2 процентных пункта средний уровень данной ставки в трёх государствах-членах ЕС, достигших наилучших результатов в сфере стабильности цен.

### Правовой подход
Стране, вступающей в еврозону, надлежит обеспечить независимость национального центрального банка и привести его статус в соответствие с Уставом Европейской системы центральных банков (ЕСЦБ).

## Дополнительные показатели
Кроме этих критериев, Европейская комиссия и Европейский центральный банк могут при оценке желающего присоединиться к еврозоне государства учесть также результаты интеграции рынков, состояние и развитие платёжного баланса, а также спецрасходы на рабочую силу и развитие прочих ценовых индексов. Критерии стабильности финансовой сферы государства (дефицит бюджета и долг) страна должна будет выполнять и после обретения полноправного членства в Экономическом и монетарном союзе.

## Критика Маастрихстских критериев
Многие экономисты критикуют Маастрихстские критерии, так как, по их мнению, Еврозона не является оптимальным валютным пространством.
Несмотря на необходимость поддержания стабильного уровня цен в рамках Еврозоны, между странами Европейского Валютного Союза существуют некоторые различия в уровнях цен и заработных плат, что противоречит одному из критериев. Вследствие этого возникает несовершенство конкуренции.
Страна, вступающая в валютный союз, теряет возможности проводить автономную денежную политику. Соответственно, в случае роста государственной задолженности у страны отсутствует необходимость изменять внутреннюю процентную ставку, увеличение которой должно было бы скомпенсировать инфляционные и девальвационные риски. Негативные последствия, возникающие на финансовых рынках ввиду увеличения долга, воздействуют не на страну-должника, а на весь Европейский Валютный Союз.
При отказе от плавающего валютного курса необходима ценовая эластичность внутри рассматриваемого региона. Внутренние шоки в рамках одной страны валютной зоны не оказывают влияния на весь валютный союз только в случае свободного перемещения факторов производства, в особенности рабочей силы. Если этого не происходит, то эффективнее было бы использовать плавающие обменные курсы в регионе. И хотя Ирландия, Италия, Испания, Португалия и Греция не должны увеличивать процентные ставки в ответ на изменения их реального обменного курса, это преимущество компенсируется тем, что конкурентоспособность товаров этих стран падает. В случае автономной денежной политики внутренние шоки могли бы быть сглажены за счёт изменения номинального обменного курса.
Согласно Маастрихтскому договору государственный долг страны не должен превышать 60 % от ВВП, а бюджетный дефицит — 3 %. Эти две границы получены с учётом предпосылки о величине долгосрочного экономического роста на уровне 5 % по следующей формуле:
{\displaystyle 60\,\%={\frac {3\,\%}{5\,\%}}}
Однако предпосылка об экономическом росте стран Еврозоны на уровне 5 % является нереалистичной. Если исходить из того, что экономический рост будет составлять хотя бы 2 % в год, то при бюджетном дефиците страны в размере 3 % от ВВП, государственный долг будет на уровне 150 % от ВВП, что является недопустимым показателем. Следовательно, при условии экономического роста на уровне 2 % дефицит государственно бюджета должен сократиться до 1,2 %. Только в этом случае оба Маастрихтских критерия могут быть выполнены. В случае если обслуживание государственного долга превышает номинальный прирост ВВП, то страна должна демонстрировать профицит бюджета. В противном случае государственный долг будет увеличиваться.